# هوندا کاتسوایچی
هوندا کاتسوایچی (به ژاپنی: 本多 勝一 ほんだ かついち); ۲۸ ژانویهٔ ۱۹۳۲ – روزنامه‌نگار اهل ژاپن بود. او به دلیل نوشتن در مورد کشتار نانجینگ مشهور است.